# حياة الفراشات
حياة الفراشات، رواية عربية، للروائي المغربي يوسف فاضل. صدرت الرواية لأوّل مرة عام 2020 عن منشورات المتوسط في إيطاليا، ودخلت في القائمة الطويلة للجائزة العالمية للرواية العربية لعام 2021، المعروفة باسم «جائزة بوكر العربية».